# Charles Evans Hughes
Charles Evans Hughes (Glens Falls, 11 de abril de 1862 – Osterville, 27 de agosto de 1948) foi um advogado e político norte-americano. Serviu como governador de Nova Iorque, Secretário de Estado dos Estados Unidos e Chefe de Justiça dos Estados Unidos. Era membro do Partido Republicano.
Criança sobredotada, estudou em casa e não na escola. Hughes só entrou na escola pública aos 12 anos, em Nova Iorque.
Aluno durante dois anos na Faculdade de Madison, recebe o diploma em 1881 pela Universidade Brown aos 19 anos.
Em 1884, é diplomado em direito pela Universidade Columbia. Em 1888, Hughes casa com Antoinette Carter, filha de um associado principal do consultório jurídico onde trabalhava. Em 1891, torna-se professor de direito na Universidade Cornell.
Em 1893, Hughes retomou a actividade jurídica. Em 1905, torna-se conselheiro na Assembleia Legislativa de Nova Iorque, especializando-se na luta contra a corrupção.
Foi governador de Nova Iorque entre 1907 e 1910, juiz associado da Suprema Corte dos Estados Unidos de 1910 a 1916, candidato à presidência pelo Partido Republicano na eleição presidencial de 1916 (onde foi derrotado por Woodrow Wilson), Secretário de Estado entre 1921 e 1925 e Chefe de Justiça dos Estados Unidos de 1930 a 1941.
Depois de ser governador de Nova Iorque e candidato à presidência dos Estados Unidos em 1916, apoiou a fundação da Sociedade das Nações em 1920.
Sepultado no Cemitério de Woodlawn.